# Haliplus furcatus
Haliplus furcatus är en skalbaggsart som beskrevs av Georg Karl Maria Seidlitz 1887. Haliplus furcatus ingår i släktet Haliplus, och familjen vattentrampare. Arten är reproducerande i Sverige.